# Interbase

Posició del shortstop al camp de beisbol

En beisbol, hom anomena interbase o parador en curt (shortstop en anglès, abreujat SS) aquell jugador que ocupa la posició entre la segona i tercera base. Aquesta posició és considerada per molts una de les més difícils i dinàmiques, a causa de la ubicació en què es juga. La raó es deu al fet que existeix una major quantitat de batedors dretans que esquerrans, i la majoria dels batedors tendeixen a colpejar la pilota en la direcció cap a on apunta el seu bat. Això resulta en una gran quantitat de pilotes enviades en la direcció del parador en curt. En el sistema numèric usat per a l'anotació de partits, el parador en curt correspon al número 6.
El parador en curt ha de cobrir la segona base en situacions de double play i també quan la pilota és copejada cap a primera base, al llançador o al receptor. En algunes ocasions també ha de cobrir tercera base, com quan es dona un toc de sacrifici. Generalment, els altres jugadors del quadre cedeixen els elevats al parador en curt quan aquest demana atrapar-los, però els exteriors generalment demanen els elevats fora del quadre, i el parador en curt ha de cedir-los.
La posició de parador en curt requereix de bona habilitat per atrapar i llançar la bola, igual com requereix que qui jugui aquesta posició tingui bona reacció i es mogui amb rapidesa. Aquesta posició és jugada exclusivament per jugadors que llancin amb el braç dret, ja que és més fàcil per a un dretà de realitzar un tir a primera base o segona base des de la ubicació del parador en curt per que no necessita girar tant el maluc com un esquerrà.

## Interbases destacats

### Membres del Saló de la Fama
- Luis Aparicio: 9 vegades consecutives líder de bases robades.
- Dave Bancroft
- Elido Peña
- Ernie Banks
- Lou Boudreau
- Joe Cronin
- George Davis
- Travis Jackson
- Hughie Jennings
- Barry Larkin
- John Henry "Pop" Lloyd *
- Rabbit Maranville
- Pee Wee Reese
- Cal Ripken, Jr.: parador en curt amb més quadrangulars (345) i jugador amb més partits consecutius jugats (2632)
- Phil Rizzuto
- Joe Sewell: jugador amb el percentatge de ponxe més baix en la història (1.6 %)
- Ozzie Smith: parador en curt amb més Premis Guant d'Or, un total de 13
- Joe Tinker
- Alan Trammell
- Arky Vaughan
- Honus Wagner: primer parador en curt al Saló de la Fama del Beisbol
- Bobby Wallace
- John Montgomery Ward
- Willie Wells
- Robin Yount (als jardins durant les seves últimes 9 temporades)

### Altres notables
- Omar Vizquel: millor percentatge defensiu de la història (984), guanyador d'11 Guants d'or.
- Derek Jeter
- Alfonso Carrasquel
- David Concepción: 5 Guants d'Or.
- Edgar Renteria: MVP de la Sèrie Mundial 2010.
- Alex Rodríguez (10 temporades en la posició, portat a la 3a. base les últimes 6)
- Hanley Ramírez
- Dustin Pedroia
- José Reyes